# Muradiye (district)
Muradiye is een Turks district in de provincie Van en telt 51.336 inwoners (2007). Het district heeft een oppervlakte van 1049,2 km². Hoofdplaats is Muradiye.
De bevolkingsontwikkeling van het district is weergegeven in onderstaande tabel.
| 1997   | 2000   | 2007   |
| ------ | ------ | ------ |
| 44.287 | 54.692 | 51.336 |